# Nhị Lôn

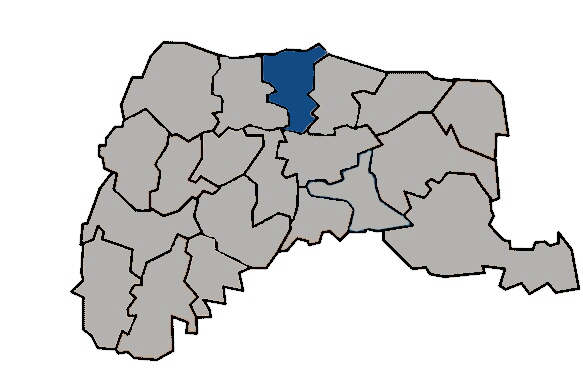
Vị trí tại Vân Lâm

Nhị Lôn (tiếng Trung: 二崙鄉; bính âm: Èrlún Xiāng) là một hương (xã) của huyện Vân Lâm, tỉnh Đài Loan, Trung Hoa Dân Quốc (Đài Loan). Hương nằm ở phía bắc của huyện và thuộc lưu vực sông Trạc Thủy. Tổng diện tích của Nhị Lôn là 59,5625 km², dân số vào tháng 8 năm 2011 là 29.428 người thuộc 8.734 hộ gia đình, mật độ cư trú đạt 494,1 người/km².